# 德戈
德戈（Déagol）在托爾金（J. R. R. Tolkien）奇幻小說裡是一個較為次要的角色。他的生平在《魔戒首部曲:魔戒再現》的「過往黯影」裡有交代。

## 生平
德戈是斯圖爾族哈比人，住在斯圖爾族的一個小型社區。他有一名好友，名為史麥戈（Sméagol），史麥戈的祖母是該社區的長老。
第三紀元2463年，德戈繼索倫（Sauron）及埃西鐸（Isildur）後成為第三位至尊魔戒持有者。至尊魔戒失落了數百年後，德戈在格拉頓河（Gladden）和史麥戈一起釣魚的時候發現了至尊魔戒。
史麥戈受到至尊魔戒誘惑，要求德戈將至尊魔戒送給他作為禮物。德戈拒絕，史麥戈勒斃德戈，並將屍體處理掉，沒有人找到德戈的屍體。史麥戈因殺人而受到族人驅逐。

電影《魔戒三部曲：王者再臨》德戈 (湯馬斯·羅賓斯飾) 。

## 名稱
德戈是通用語納哈特（Nahald）譯為古英語的名稱。德戈和納哈特都有「隱密」的意思。

## 改編描述
德戈出現在1978年雷夫·巴克西（Ralph Bakshi）的動畫版《魔戒》的序幕裡。
彼得·傑克遜（Peter Jackson）執導的電影《魔戒》系列裡，德戈由新西蘭演員湯馬斯·羅賓斯（Thomas Robins）飾演。他及安迪·瑟克斯（飾演史麥戈）的片段本來計劃在《魔戒二部曲：雙城奇謀》裡出現，但被轉移到《魔戒三部曲：王者再臨》裡。

## 外部連結
- 湯馬斯·羅賓斯 （页面存档备份，存于）—互聯網電影資料庫